# Svea Dahlqvist
Svea Augusta Dahlqvist , född 26 augusti 1884 i Kungsholms församling, Stockholm, död 27 april 1969 på Höstsol i Täby, var en svensk skådespelare, dansare och sångare.

## Biografi
Dahlqvist var utomäktenskaplig dotter till okända föräldrar och uppfostrades av måleriarbetaren Karl Gustaf Dahlqvist och hans hustru Augusta Charlotta. Som åttaåring började hon i Operabaletten. Senare var hon verksam vid Albert Ranfts teatrar innan hon kom till Helsingborgs stadsteater, där hon var verksam fram till sin pensionering 1952. 

## Filmografi
- 1924 – Carl XII:s kurir

## Teater

### Roller
| År   | Roll                 | Produktion                                                                         | Regi                            | Teater                   |
| ---- | -------------------- | ---------------------------------------------------------------------------------- | ------------------------------- | ------------------------ |
| 1912 | Medverkande          | Susanna och seglarna, eller En rundmålning, Norrköping-Arkösund, revy              |                                 | John Lianders sällskap   |
| 1919 | Fén                  | Den förgyllda lergöken, revy Emil Norlander                                        |                                 | Kristallsalongen         |
| 1933 | Kyrkvaktarens hustru | Mäster Olof August Strindberg                                                      | Rudolf Wendbladh                | Helsingborgs stadsteater |
| 1933 | Toni                 | Karl den store, högerytter László Bús-Fekete                                       | Rudolf Wendbladh                | Helsingborgs stadsteater |
| 1934 | Amman                | Ljungby Horn Edgar Collin, Vilhelm Østergaard, och Alfred Ipsen                    | Albert Nycop                    | Helsingborgs stadsteater |
| 1935 | Anthisa              | Tre systrar Anton Tjechov                                                          | Rudolf Wendbladh                | Helsingborgs stadsteater |
| 1935 | Konditorifrun        | Kvartetten som sprängdes Birger Sjöberg                                            | Albert Nycop                    | Helsingborgs stadsteater |
| 1936 | Fru Pollinger        | Konserten Hermann Bahr                                                             | Rudolf Wendbladh                | Helsingborgs stadsteater |
| 1936 | Fröken Svea          | Fridas visor eller Oscars fyra bekymmer eller En vecka i Lilla Paris Gösta Sjöberg | Albert Nycop                    | Helsingborgs stadsteater |
| 1939 |                      | I nöd och lust J.B. Priestley                                                      | Rudolf Wendbladh                | Helsingborgs stadsteater |
| 1941 | Gulnares amma        | Aladdin Adam Oehlenschläger Översättning Karl Hedberg                              | Herman Ahlsell Rudolf Wendbladh | Helsingborgs stadsteater |
| 1941 | Babette              | Kungl. Logen Karl Farkas och Hans Lang                                             | Rudolf Wendbladh                | Helsingborgs stadsteater |
| 1946 | En gumma             | Eklöv och lavendel Seán O'Casey                                                    | Lars-Levi Læstadius             | Helsingborgs stadsteater |
| 1947 | Konstanse Breien     | Kranes konditori Cora Sandel                                                       | Lars-Levi Læstadius             | Helsingborgs stadsteater |
| 1949 | Lady Saltburn        | Fröjd för stunden Noël Coward                                                      | Lars-Levi Læstadius             | Helsingborgs stadsteater |
| 1951 | Mrs Brown            | Lorden från gränden L. Arthur Rose och Noel Gay                                    | Nils Poppe                      | Helsingborgs stadsteater |
| 1952 | Magdelone            | Erasmus Montanus Ludvig Holberg                                                    | John Zacharias                  | Helsingborgs stadsteater |
| 1952 | Kassörskan           | Jag vill kärleken Jean Anouilh                                                     | Ingrid Luterkort                | Helsingborgs stadsteater |
| 1953 | Fröken Chèvredent    | Apollon från Bellac Jean Giraudoux                                                 | Gunnar Olsson                   | Helsingborgs stadsteater |
| 1953 | Damen i bokhandeln   | Drömflickan Elmer Rice                                                             | Johan Falck                     | Helsingborgs stadsteater |